# 最終幻想 紛爭系列角色列表
最終幻想 紛爭角色列表（List of Dissidia Final Fantasy Characters）是分別收錄《最終幻想 紛爭》和續作《最終幻想 紛爭012》与《最終幻想 紛爭NT》的人物，以下人物是以「秩序陣營」和「混沌陣營」為主要區分，並以作品順序排列（除012外），只有特殊角色才會列為其他人物。
另外以下名稱格式分別為：中文譯名（日文名稱，日文版英字 / 國際版英字（如有），聲優）。此外還記載該角色的特有暱稱、絕技等詳細資訊。
作品各自世代遊戲機分類為：
- FC世代－「FFI」、「FFII」、「FFIII」
- SFC世代－「FFIV」、「FFV」、「FFVI」
- PS世代－「FFVII」、「FFT」、「FFVIII」、「FFIX」
- PS2世代－「FFX」、「FFXI」、「FFXII」
- PS3世代－「FFXIII」、「FF零式」、「FFXIV」
- PS4世代－「FFXV」

## 主要人物

### 秩序陣營
為調和女神戰鬥的人，敵方常以「柯絲摩思的戰士」來稱呼他們。在紛爭NT裡被稱为「玛提莉雅的戰士」。
光之戰士（Warrior of Light，聲：關俊彥）
| 暱稱     | 勇者                       |
| 原作     | FF                         |
| 戰鬥風格 | 全能                       |
| EX模式   | 等級變更！（Class Change） |
| EX爆發   | 超越靈魂（Oversoul）       |
| EX技能   | 圣链（Holy Chain）         |

【秩序陣營】
受光的加護，傳說中的「光之戰士」，是眾人中的領導者。以光之戰士作為通稱（名字），略稱「WoL」。
特徵是穿戴頭頂有兩支長角的盔甲，留著灰白色至肩頭髮和豎馬尾（CG動畫中亦有沒穿戴頭盔的光之戰士），格言為「光與我同在」。平衡型的戰士，武器是能操縱光明的劍和盾，並以華麗的劍技壓制對手，達到攻防一體的效果。EX模式是為原作封面的插畫姿態，可得到「光之加護」能力。換裝系統中，在作品發售的第二天2011年3月4日PlayStation Store配信第四服裝為「無名戰士」，即沒有配戴頭盔的光之戰士。
絕技「超越靈魂」是光之戰士在變身狀態下以數道的斬擊留於對手身上，最後在以威力最強的二連斬取勝。
全心全意守護秩序女神，以打敗混沌之神為己任，要終止無止境輪迴紛爭的局面。是在Dissidia世界誕生的，是為「空的容器」，對自己的記憶、年齡和過去皆無概念。在013戰爭中擊敗了加蘭德和卡歐斯，戰鬥結束後和同伴一起回到了一個世界，待所有人都回去後光之戰士發現只有自己沒有移動，便向前方的一座城堡走去。雖然並無透露，但實際上那個世界正是FFI的珂內莉亞。
在紛爭NT裡再次被召唤到Dissidia世界裡，在沙漠上打幻影的途中遇见雷光与“新人”诺克提斯。雷光问輪迴紛爭不是应该已经结束了吗，本人回答说是为了另外目的而召唤到这里。诺克提斯听不懂他们到底在说什么，光之戰士说过后再解释Dissidia世界的事情给他听。与其他秩序陣營的战士们遇见玛提莉雅之后，各自就做他们的任务。在这段时期中与賽希爾和诺克提斯一起行事，两人一起解释Dissidia世界给诺克提斯听，让他了解Dissidia世界是个怎样的世界。途中遇见维因，为了给予Dissidia世界一些能源而故意向光之戰士等人挑战。之后来到珂內莉亞时，告诉賽希爾与诺克提斯这地方是他的旅行与故事的起点。賽希爾了解这是光之戰士的世界并问他珂內莉亞有什么，在他说明的途中被加蘭德攻击。加蘭德由于在「上一次」决鬥（FFI最終對戰）被光之戰士打败而想报仇，他并与賽希爾与诺克提斯一起对付加蘭德。當雙方打到一半時，雙方開始懷疑他們是為何再次被召喚到輪回戰爭的世界裡，還有想著現在珂內莉亞開始慢慢地毀滅著是否神龍搞出來而暫停决鬥。与同伴們和加蘭德一起回到混沌陣營裡來商量世界毀滅的事。之後爲了引出神龍出來而雙方陣營對戰，并對付加蘭德。當神龍被打敗后，爲了穩定輪回戰爭的世界能源而留下。後來當輪回戰爭的世界能源穩定后，与双方阵营的战士们一起利用水晶来制作自己的幻影和留下自己的记忆当做送给双方阵营的神的礼物，并与双方阵营的战士们一起回到自己的世界裡。
遊戲中對光之戰士的描述：「光的戰士穿著盔甲，揮舞著劍和盾，無人能及，一個高尚的戰士勇敢地面對任何敵人」。
弗利歐尼爾（Frioniel / Firion，聲：綠川光）
| 暱稱     | 義士                                  |
| 原作     | FFII                                  |
| 戰鬥風格 | 武器專家                              |
| EX模式   | 血兵器裝備！（Blood Weapon equipped） |
| EX爆發   | 封印之光（Fervid Blazer）             |
| EX技能   | 血液武器（Blood Weapon）              |

【秩序陣營】
能夠操縱八種武器，以夢想「盛開野薔薇的和平世界」為奮鬥目標的熱血漢。
特徵是戴有頭巾，穿著披風，綁著白色髮尾，冷靜且帶有鬥志。以「長劍、短劍、弓、槍、斧、杖、盾、徒手」主要武器，戰鬥風格多樣，可以用各種武器打擊敵人，擅長地面戰，但攻擊時不會移動是其特徵。給予對手的HP攻撃值會回復自己的HP。EX模式時全身的武器全都會染紅。特徵髮飾和赤劍為天野喜孝的原作插畫再現。此外本角色的聲優和原作的PlayStation版CG動畫不同。
絕技「封印之光」是弗利歐尼爾在變身和武器變化的狀態下用八種武器和魔法快速地重創敵人。
為了達成夢想而和夥伴們一起行動，常給自己的陣營同伴建議。013輪迴戰爭時和賽希爾、克勞德、提達同行，對於薔薇有很深的情感（和記憶有所關聯）。最後打敗了皇帝和卡歐斯，戰爭結束時，弗利歐尼爾看著地上的薔薇並表示要繼續為了自己的夢想邁進。
遊戲中對弗利歐尼爾的描述：「一個良性的青年尋求結束衝突，他以懷舊的那句野薔薇作為原動力」。
洋蔥劍士（Onion Knight，聲：福山潤）
| 暱稱     | 少年                                                 |
| 原作     | FFIII                                                |
| 戰鬥風格 | 魔法＆劍術                                           |
| EX模式   | 職業轉換！（Job Change）                             |
| EX爆發   | 【賢者】大魔法（Spellbook） 【忍者】忍術（Ninjutsu） |
| EX技能   | 職業變更（Job Change）                               |

【秩序陣營】
擁有傳說中「洋蔥劍士」稱號的少年戰士。
堪稱擁有秩序陣營中最快的移動速度。蓄著金色馬尾，戴著似花朵造型的頭盔，雖然是一個小孩子，但是有相當程度的智謀、勇敢，以及高超的戰鬥技巧。戰鬥以快速的劍技、飛刀還有魔法為主，其機動性相當高。EX模式時會轉變為原作中最強的「賢者」、「忍者」職業。換裝系統收錄了換色、髮型的洋蔥劍士。
絕技「大魔法」是洋蔥劍士在變身狀態下先給予敵人打擊、放魔力彈，最後再釋放魔法杖的大砲彈重創對方。另一絕技「忍術」是洋蔥劍士先給予十字斬和飛鏢後，再以雙刀擊斃前者（以上兩招在輸入不同指令後會有不同的效果）。
不喜歡別人把他當作小孩，在012戰爭時對梵恩把他當作弟弟而感到反感。013輪迴戰爭時和蒂娜同行，常自己先行向前探查情況再前進，兩人便產生了深刻的友誼。最後擊敗了黑暗之雲和卡歐斯，戰爭中止時洋蔥劍士在離開之前對與和他共同戰鬥的同伴道謝。
遊戲中對洋蔥劍士的描述：「一個繼承洋蔥劍士稱號的少年，聰明和調皮，他毫無疑問地相信，沒有什麼他不能做」。
賽希爾·哈威（Cecil Harvey / Cecil，聲：程嶋しづマ）
| 暱稱     | 騎士                      |
| 原作     | FFIV                      |
| 戰鬥風格 | 自由變換（型態）          |
| EX模式   | 職業充實！（Job Augment） |
| EX爆發   | 雙重攻擊（Soul Shift）    |
| EX技能   | 職業變更（Job Change）    |

【秩序陣營】
同時具備「黑暗騎士」與「聖騎士」身分，心靈誠實的青年。
留著白色的半長髮，穿著盔甲。以黑暗、神聖兩種力量和短槍來戰鬥，黑暗騎士較擅長地面戰（突刺），而聖騎士則在空中較有威力（快斬），若在空中施展HP攻撃就能變換成聖騎士型態（一開始為黑暗騎士）。EX模式時會變換武器為劍。
「雙重攻擊」是武器變化的賽希爾先以聖騎士狀態斬擊敵人後，並隨即變化為黑暗騎士的劍和暗砲攻擊，最後再以聖騎士以十字斬將其擊敗。
012輪迴戰爭時和原作夥伴凱因一起行動，而在013輪迴戰爭時則和弗利歐尼爾、克勞德、提達同行。對著在敵營的哥哥有不能割捨的情感，但為了自身立場和伙伴而下定決心向戈爾貝札挑戰。最後打倒了戈爾貝扎和卡歐斯時結束了戰役，賽希爾表示是因為同伴們給他的這股源動力使自己能回到原來的世界，說完後月亮出現時離開。
遊戲中對賽希爾的描述：「一個善良的騎士揮舞著光明與黑暗，他的功勞、力量和夥伴有時是他的疑慮的原因」。
巴茲·克勞薩（Butz Klauser / Bartz，聲：保志總一朗）
| 暱稱     | 旅人                                                                         |
| 原作     | FFV                                                                          |
| 戰鬥風格 | 各式角色技能                                                                 |
| EX模式   | 任務掌控！（Job Mastered）                                                   |
| EX爆發   | 魔法劍二刀流亂打（Spellblade Dual Wield Rapid Fire）→勇氣刀刃（Brave Blade） |
| EX技能   | 好运气魅力（Good-Luck Charm）                                                |

【秩序陣營】
開朗、好奇心旺盛的勇敢冒險者。
是一位留有褐色短髮的自在青年。劇中從對話中可得知巴茲的懼高症已經康復的樣子。因原作的「模仿師」能力，使得他能夠操縱多把友方武器（如賽希爾的短槍、吉坦的雙刀），並用其武器的技能來戰鬥，但是通常狀態下都是拿著自己的劍。EX模式時頭上會漂浮著三顆星星，能使用「精靈衝打」。
絕技「魔法劍二刀流亂打」施展後巴茲在變身狀態下斬擊對手後使用多把友方武器先次攻擊，最後會轉變為「勇氣刀刃」，是持著自己的劍擊敗對方。
在被召喚前於世界上旅行。013輪迴戰爭時和性格相似的吉坦同行，後遇上獨自一人的史克爾，三人便一同前進。時常攜帶著「幸運的護身符」（黃色的陸行鳥羽毛），用來一同守護夥伴。最後擊倒了艾克斯德斯和卡歐斯使戰爭結束，巴茲在離開前拋出一根樹枝並說和伙伴在一起的這段時間雖然短暫但很開心。
遊戲中對巴茲的描述：「有個樂天的人具有強烈的正義感，無法忽略那些陷入的困境」。
蒂娜·布蘭佛德（Tina Branford / Terra，聲：福井裕佳梨）
| 暱稱     | 少女                   |
| 原作     | FFVI                   |
| 戰鬥風格 | 魔法高手               |
| EX模式   | 變身！（Trance）       |
| EX爆發   | 混亂之刃（Riot Blade） |
| EX技能   | 變身（Trance）         |

【混沌陣營→秩序陣營】
擁有強大魔導之力和幻獸血的溫柔少女，是013輪迴戰爭的秩序陣營十位戰士中唯一的女性。
特徵是綁著馬尾的淺金色捲髮，武器是一把刀（但大多只在追擊效果時使用）。能使用各種強力的各個距離魔法來攻擊，達到平衡的效果。EX模式時會變為幻獸的模樣，全裸、全身紫色皮毛，蓬鬆長髮與利爪，能漂浮空中和施展二回連續魔法，且在追擊效果時會從刀改為爪子攻擊。在換裝系統中收錄了天野喜孝的原作綠髮模樣。
絕技「混亂之刃」是在變身姿態下從手部放出多枚威力強大的光刃攻擊。
在012輪迴戰爭中是被凱夫卡操縱的少女（衣裝不同），在梵恩路見不平下跟著他逃離混沌陣營，最後為了保護聖域力竭倒下，被秩序之神收容，於下一次大戰時成為秩序陣營的人。013輪迴戰爭時蒂娜想克服內心被操縱的恐懼是她參戰的原因，和洋蔥劍士同行。最後打敗了凱夫卡和卡歐斯而結束戰爭，蒂娜在離開前手中握著一片花瓣並感謝大家的照顧和指引她如何走下去。
遊戲中對蒂娜的描述：「透過她的幻獸血液，一名年輕女子持有強大的魔力，心靈被控制地很長使她無心戰鬥」。
克勞德·史特萊夫（Cloud Strife / Cloud，聲：櫻井孝宏）
| 暱稱     | 戰士                                                                               |
| 原作     | FFVII                                                                              |
| 戰鬥風格 | 打飛角色                                                                           |
| EX模式   | 創世武器裝備！（Equipped Ultima Weapon） 【AC服裝】魔晄之力！（The power of mako） |
| EX爆發   | 超究武神霸斬（Omnislash）                                                          |
| EX技能   | 限制突破（Limit Break）                                                            |

【混沌陣營→秩序陣營】
手持大劍，擁有一雙藍色眼睛的戰士。性格冷靜，心中疑惑著自身參戰的原因，因而時常感覺不安。
蓄著金色刺蝟頭為其特徵。有強悍的攻擊力，以及將對手打飛為戰鬥特色，但在空中施展招式會較慢。全角色中唯一在換裝狀態有不同的EX模式，當他換成AC服裝時就會變為他「合體劍」全數組合完畢、身體周圍纏繞著魔晄的樣子，若在普通衣裝下則是裝備著原作中的最強之劍。人物設計理念為「粉碎和打飛」。
絕技「超究武神霸斬」施展後克勞德在劍變化的狀態下凝聚能量後給予敵人連續性的重斬。
在012戰爭中是跟賽菲羅斯搭擋行動的戰士（衣裝不同），為了保護蒂法跟賽菲羅斯反目成仇，甚至挑戰卡歐斯本人。挑戰卡歐斯戰敗後，向秩序之神許願，在下一次大戰時成為秩序陣營的人。在013輪迴戰爭時和弗利歐尼爾、賽希爾、提達同行，曾幫助過失控的蒂娜。最後擊敗了賽菲羅斯和卡歐斯而讓戰役中止，克勞德待在一花園（和原作的教堂花相同）中離開前對於史克爾的提議表示「沒有興趣」。
遊戲中對克勞德的描述：「一名青年戰士輕鬆揮舞著大劍。他帶領他的其他戰士，他的理性、決策相稱的領導者，但在內心，他認為戰鬥有困難」。
史克爾·雷翁哈特（Squall Leonhart / Squall，聲：石川英郎）
| 暱稱     | 獅子                                        |
| 原作     | FFVIII                                      |
| 戰鬥風格 | 連續組合技                                  |
| EX模式   | 獅子之心裝備！（Equipped Lion Heart）       |
| EX爆發   | 連續劍（Renzokuken）→終結之心（Lion Heart） |
| EX技能   | 繪製&連接點（Draw & Junction）              |

【秩序陣營】
持特異武器槍刃，傭兵學校的青年戰士。因為透過訓練的關係，為人冷漠孤傲，對巴茲贈送的陸行鳥羽毛稱髒羽毛，卻以對同伴抱持強大的信賴，在巴茲沮喪時將羽毛贈還給他。
留著深褐色短髮，雙眼中央有道傷疤。以速度還有出其不意的連續攻擊，瞬間奪取勇氣值為戰鬥特色，空中戰較弱。EX模式時會裝備原作最強的「獅子之心」，攻擊範圍強化，且在攻擊時還會夾帶彈藥射出。換裝系統除了收錄SeeD的制服外，在《Vジャンプ》2011年4月號所附的FF卡收錄《王國之心系列》的衣裝。
絕技「連續劍」是史克爾在槍刃變化的狀態下連續重斬敵人，最後變為「終結之心」，是凝聚能量再次用斜線的斬擊使對手爆破而敗。
013輪迴戰爭時原本是想單獨行動，但受柯絲摩思託付尋找水晶的「任務」而放下其想法，持續和遇見的巴茲、吉坦同行，且在收下巴茲的「幸運護身符」後更加信任同伴，心境便此產生改變。最後將阿爾緹米西亞和卡歐斯擊敗，戰爭結束時，史克爾手中抓著一片羽毛說也許有一天他和同伴們還能再去另一個旅程，後便消失離去。
遊戲中對史克爾的描述：「精英學生性格孤僻，不愛與他人建立關係，史克爾渴望像獅子的孤獨行走的路徑。無論是出於個人的魅力，吸引他人的，或者只是一個偶然，他經常出現在一個熱鬧的人群身邊。」。
吉坦·特萊巴魯（Zidane Tribal / Zidane，聲：朴璐美）
| 暱稱     | 盗賊                     |
| 原作     | FFIX                     |
| 戰鬥風格 | 空中戰之主               |
| EX模式   | 變身！（Trance）         |
| EX爆發   | 反轉蓋亞（Reverse Gaia） |
| EX技能   | 變身（Trance）           |

【秩序陣營】
喜歡積極思考，個性開朗活潑的盜賊少年，以跟同伴一起冒險為樂。
特徵是有一根長長的尾巴和金色馬尾，武器為雙把短刀。戰鬥以機動性跟速度為主，擅長空中戰。EX模式時粉紅毛髮披身，能十回數連續跳躍。特別換裝系統為原作一開始的士兵裝模樣。
絕技「反轉蓋亞」施展後吉坦在變身狀態下不斷地斬擊對手，最後在將雙刀接合來給予對手重擊。
對於女性多情，稱呼所有女性皆為「女士」，遇見敵人黑暗之雲時也是如此，可見吉坦也將前者列入其自訂範圍。013輪迴戰爭時和巴茲與隨後加入的史克爾一起前進，原本是和巴茲比賽誰會先贏得戰爭勝利，但途中巴茲被敵人的陷阱捉走，便和史克爾一同前去拯救，正當吉坦絕望之時在柯絲摩思的助言下恢復志氣。最後打倒了庫加和卡歐斯使戰役中止，吉坦要同伴們承諾要回到自己的世界，說完便往空中太陽的方向跳入而消失。
遊戲中對吉坦的描述：「積極和開朗的盜賊，吉坦表現出對女性的喜愛，並且很容易心花怒放。但他有一個強烈的正義感，開朗的外表之下，不禁助手有需要的人」。
提達（Tidus，聲：森田成一）
| 暱稱     | 夢想                                 |
| 原作     | FFX                                  |
| 戰鬥風格 | 閃避攻擊                             |
| EX模式   | 終極武器裝備！（Equipped Caladbolg） |
| EX爆發   | 閃電球王牌（Blitz Ace）              |
| EX技能   | 快速擊中（Quick Hit）                |

【混沌陣營→秩序陣營】
水中球技「閃電球」的選手。努力奮鬥，以超越自己父親為目標，有時也不失魯莽的一面。
特徵為留著金橙色短髮的熱血青年，基本體力高。戰鬥以水球還有劍來攻擊，迴避和快斬是其代表風格。EX模式時會裝備上強力的「終極武器」，移動速度大幅提升。
絕技「閃電球王牌」是提達在劍變化的狀態下連斬他人，並踢出強力的水球來將其打敗。
在012戰爭中提達失去了在自己所屬世界，被歸在混沌陣營（衣裝不同），對優娜的記憶只剩下些微的感情。一心只想與父親傑克特決鬥，但被傑克特所救，接收了傑克特秩序的力量，在下一次大戰成為秩序陣營的人。在013戰爭時和弗利歐尼爾、賽希爾、克勞德一起前進，是炒熱隊伍氣氛的存在。最後打倒了傑克特和卡歐斯而中止戰爭，提達告訴大家不用擔心因為水晶會與他們同在，說完提達露出微笑後便往湖的方向跳去而離開。
遊戲中對提達的描述：「這個快樂的青年性格如同天上的太陽般明亮，提達有著王牌球員的心。他的主要目標是擊敗了他的父親，厭惡並未結束」。

### 混沌陣營
為混沌之神戰鬥的人，敵方常以「卡歐斯的戰士」來稱呼他們。在紛爭NT裡被稱为「史毕利达斯的戰士」。
加蘭德（Garland，聲：內海賢二（纷争、012）、石井康嗣（2015年版本））
| 暱稱     | 猛者                       |
| 原作     | FF                         |
| 戰鬥風格 | 基本戰鬥攻擊               |
| EX模式   | 階級變更！（Class Change） |
| EX爆發   | 混沌之魂（Soul of Chaos）  |
| EX技能   | 混沌之魂（Soul of Chaos）  |

【混沌陣營】
對永遠身處在輪迴戰爭中感到愉悅的騎士，對卡歐斯極為忠心的混沌陣營領導人。
身著全罩重甲和披風的神秘男子，平衡型戰士。擅長以伸縮自如的巨劍戰鬥，其劍可變形成雙劍、斧、鎖劍、槍的型態，基本打擊力高，擅長中、近距離戰。EX模式時加蘭德的全身甲冑和披風皆變化成銀色，其超級裝甲狀態會畏懼對方的攻擊。
絕技「混沌之魂」是加蘭德在變身狀態下全身泛著紅光並使用的大劍和能量不斷的斬擊、拆解、摺疊和突刺來使對手重傷。
對光之戰士當作宿敵般執著。把「巨大意思」的永續戰爭當作是自己的工作，且還為了和自己相近存在的卡歐斯而毫不猶豫地和敵人戰鬥，對卡歐斯而言是不可或缺的關鍵人物。在012戰爭中的最後和同伴一起抵擋雷光等人前去和「幻影」戰鬥。在013戰爭時的最後加蘭德敗給光之戰士時表示戰爭的輪迴已被打破，神龍的輪迴不再但加蘭德還會再和戰士們見面，加蘭德的身影便此消失至天際。
紛爭NT裡，爲了向光之戰士報「上一次」决鬥的仇（FF1最終對戰）而自己去對付光之戰士和他的同伴們。當雙方打到一半時，雙方開始懷疑他們是為何再次被召喚到輪回戰爭的世界裡，還有想著現在珂內莉亞開始慢慢地毀滅著是否神龍搞出來而暫停决鬥。與光之戰士和他的同伴們一起回到混沌陣營裡來商量世界毀滅的事。之後爲了引出神龍出來而雙方陣營對戰，并對付光之戰士，雷光以及诺克提斯。當神龍被打敗后，爲了穩定輪回戰爭的世界能源而留下。後來當輪回戰爭的世界能源穩定后，与双方阵营的战士们一起利用水晶来制作自己的幻影和留下自己的记忆当做送给双方阵营的神的礼物，并与双方阵营的战士们一起回到自己的世界裡。
遊戲中對加蘭德的描述：「一個堅定的委託，以不斷循環的戰鬥，他喜歡與更強的敵人決鬥」。
皇帝（The Emperor，聲：堀內賢雄）
| 暱稱     | 暴君                                                            |
| 原作     | FFII                                                            |
| 戰鬥風格 | 陷阱製造                                                        |
| EX模式   | 地獄之力！（Power of Hellfire）                                 |
| EX爆發   | 絕對支配（Absolute Dominion）→誘惑（Entice）or龍捲風（Cyclone） |
| EX技能   | 星落（Starfall）                                                |

【混沌陣營】
統治軍事國家的霸王，充滿奸智且支配慾望強烈，為了達成目的而不擇手段。
手持一支錫杖，穿著奇特，蓄著金色長髮的冷漠男性。以各種追尾、埋伏式的魔法見長，甚至還能施展強力的「隕石」魔法。EX模式時會變為因惡魔地獄力量而甦醒的最終型態，對敵人施加的HP攻撃會回復自己的HP值。換裝系統中收錄了他黑白色調的異樣姿態。
絕技「絕對支配」是在變身狀態下不斷地揮轉錫杖，並放出巨大的「龍捲風」攻擊對手。在完全施展極限技時則會變成「誘惑」，是釋放紫色的強力魔法使他人臣服（重傷）。
弗利歐尼爾的宿敵。了解Dissidia世界的運作，而利用雙陣營的戰鬥，開始醞釀企圖統治這個世界的陰謀，和混沌陣營部分戰士合作。在012戰爭中的最後和同伴一起抵擋優娜等人前去和「幻影」戰鬥。在013戰爭時的最後皇帝被弗利歐尼爾擊敗並透露自己是想利用秩序戰士們收集完水晶後，柯絲摩思死亡使輪迴週期消失，而自己便要殺死卡歐斯來統治世界，說完皇帝發出痛苦呻吟而消失。
遊戲中對皇帝的描述：「冷酷無情的君主，誰的意見僅僅作為走卒，他企圖統治世界」。
黑暗之雲（Cloud of Darkness，聲：池田昌子）
| 暱稱     | 妖魔                                    |
| 原作     | FFIII                                   |
| 戰鬥風格 | HP打擊                                  |
| EX模式   | 闇之氾濫！（Flood of Darkness）         |
| EX爆發   | 超波動砲（Ultra Particle Beam）         |
| EX技能   | [0形式]波動砲（[0-form] Particle Beam） |

【混沌陣營】
是超越「恐怖」的概念，將萬物化為虛無的闇之化身。
平時皆以漂浮的姿態行動，特徵是有雙嘴尾觸手，留著飄逸的白髮，全裸加上紅黑彩繪的妖艷女性。以威力強大的各種「波動砲」和觸手來打擊目標，HP攻撃的種類是全人物中最多的。EX模式時同原作全身化為綠色的模樣，任何攻擊都能用波動砲取消。人物設計概念為「波動砲主」。其觸手細節和設計皆為天野喜孝所繪製。
絕技「超波動炮」是黑暗之雲在變身狀態下以雙嘴尾打飛並用凝聚完的直線光束形波動砲使其成傷。
洋蔥劍士的宿敵。跟皇帝一起合謀，對於神之間的輪迴戰爭沒有多大的興趣。在012戰爭中曾將有關「幻影」的情報告訴拉格納。最後和同伴一起抵擋拉格納等人前去和「幻影」戰鬥。在013戰爭時一度捉走蒂娜，但最後黑暗之雲仍輸給了向前挑戰的洋蔥劍士，消失前說他們已經來不及阻止一切，還表示自己要回到虛無的裂痕中休眠。
遊戲中對黑暗之雲的描述：「希望所有回到虛無的存在，她已經超越了抽象的，是恐怖的化身」。
戈爾貝札（Golbeza / Golbez，聲：鹿賀丈史）
| 暱稱     | 魔人                                                              |
| 原作     | FFIV                                                              |
| 戰鬥風格 | 勇氣值打擊者                                                      |
| EX模式   | 黒龍召喚！（Summon Shadow Dragon）                                |
| EX爆發   | 雙月（Twin Moon）→咒縛的冷氣（Binding Cold）→W隕星（Twin Meteor） |
| EX技能   | 黒龍（Shadow Dragon）                                             |

【混沌陣營】
賽希爾的哥哥，墮落於影之道的黑暗魔人。
全身穿有黑色厚重的盔甲，但行動卻不會如此緩慢。戰鬥風格以強力的近、中距離的魔法打擊為主。EX模式時戈爾貝札的盔甲上會有黑龍纏繞於身的模樣，能使用「黑牙」能力。
絕技「雙月」施展後戈爾貝札在變身狀態下放出許多隕石碎片和龍捲風擊倒敵人。在完全施展極限技時則會變成「咒縛的冷氣」，是先以寒氣的龍捲困住對手，再轉成「W隕星」，是放出更多的炙熱隕石將其重傷。
雖然是混沌陣營的人，卻不斷的對秩序陣營提出忠告、建議，並指引秩序陣營前進道路的人。在012戰爭時認為這次秩序陣營不會獲勝，因此提議凱因要為了保存下一次大戰的戰力，也為了降低下一次大戰的風險。在013戰爭的最後和弟弟賽希爾展開戰鬥而敗，戈爾貝札在消失前表示感謝，是他們的光給了戈爾貝札希望。
在紛爭NT裡，为了引出神龙出来而双方阵营对战，并在对付巴兹不过被克劳德阻止。当神龙被打败后，为了稳定轮回战争的世界能源而留下。当卡姆拉纳特即将要取走能量水晶时去阻止他，并问他为何取走能量水晶。然而卡姆拉纳特说是为了私人利益而取走。之后本人说要报道这件事给史毕利达斯听而离开。后来当轮回战争的世界能源稳定后，与双方阵营的战士们一起利用水晶来制作自己的幻影和留下自己的记忆当做送给双方阵营的神的礼物，并与双方阵营的战士们一起回到自己的世界裡。
遊戲中對戈爾貝札的描述：「一個身著盔甲的身影在最深的夜晚走著黑暗的道路」。
艾克斯德斯（Exdeath，聲：石田太郎（纷争、012）、楠見尚己（2015年版本））
| 暱稱     | 大樹 |
| 原作     | FFV |
| 戰鬥風格 | 防禦反擊                                                                                                  |
| EX模式   | 無之力！（Power of the Void）                                                                             |
| EX爆發   | 宇宙法則之亂（The laws of the universe mean nothing）→大十字（Grand Cross）or新天文學大成（Neo Almagest） |
| EX技能   | 黑洞（Black Hole） 無之力（Power of the Void） 白洞（White Hole）                                         |

【混沌陣營】
由人的邪念交會融合而生的暗黑魔導士，試圖將所有的一切全數吞噬。
全身及臉孔被盔甲覆住，身材高大，持有一把似魔杖的刀。能操縱重力和防禦反擊，其魔法雖然強悍，但是人物機動性較差，因此還能夠瞬間移動。EX模式時艾克斯德斯身軀的盔甲同原作變化為深藍色並繞有紋路的樣子。
絕技「宇宙法則之亂」是艾克斯德斯在變身狀態下將對手吸入黑洞中，轉為「大十字」重傷並壓縮來打倒他人。在完全施展極限技時則會變成「新天文學大成」，是是放出黑暗的魔力壓制對手，使周遭一片漆黑。
巴茲的宿敵。性格狂傲，會發出「嘎呵呵呵」的笑聲（原作台詞）。雖然參與皇帝的計畫，但本人也熱衷於戰鬥，因此經常擅自行動。在012戰爭時和加蘭德一同向雷光透露有大批「幻影」進攻的訊息。在013戰爭的最後艾克斯德斯被巴茲擊敗即將化為虛無，令巴茲和夥伴們高興地宣告勝利。
遊戲中對艾克斯德斯的描述：「一個至高無上的黑暗賢者，誕生於一顆由邪惡所封成的大樹」。
凱夫卡·帕拉佐（Cefca Palazzo / Kefka，聲：千葉繁）
| 暱稱     | 道化                                                                    |
| 原作     | FFVI                                                                    |
| 戰鬥風格 | 欺敵                                                                    |
| EX模式   | 破壞之力！（Power of Destruction）                                      |
| EX爆發   | 三鬥神（Warring Triad）→遺忘（Forsaken）or裁決之光（Light of Judgment） |
| EX技能   | 無情天使（Heartless Angel）                                             |

【混沌陣營】
精神失衡，並以陷害、操縱別人為樂的瘋狂小丑。
留著金色頭髮，其衣裝奇異，輕視他人的神情。性格殘虐傲慢，喜歡嘲笑他人，常以跳躍加跨大步的方式行動。以變化多端的詭異魔法玩弄對手，其威力十足。EX模式時會變成原作最終型態，是能飄浮空中，長有天使與惡魔翅膀的天神姿態。
絕技「三鬥神」施展後凱夫卡在變身姿態下身後出現三法陣，並轉變為「遺忘」來給予敵人記憶破壞（傷害）。在完全施展極限技時則會變成「裁決之光」，是放出一道強力光柱攻擊。
是蒂娜的宿敵，常和庫加一起行動。在012戰爭中因利用魔法操控蒂娜使得被路過的梵恩阻止，最後還和同伴一起抵擋梵恩等人前去和「幻影」戰鬥。在013戰爭時抵擋過吉坦，最後被蒂娜打敗，凱夫卡發出悲傷的笑聲而消失，蒂娜認為凱夫卡心已破碎，只能更多的破壞才能麻醉自己。
遊戲中對凱夫卡的描述：「身為一位法師沒有比破壞更讓人興奮的」。
賽菲羅斯（Sephiroth，聲：森川智之）
| 暱稱     | 英雄                 |
| 原作     | FFVII                |
| 戰鬥風格 | 刀之專家             |
| EX模式   | 再結合！（Reunion）  |
| EX爆發   | 超新星（Super Nova） |
| EX技能   | 杰诺娃（Jenova）     |

【混沌陣營】
有著「英雄」稱號的傳說戰士，在知道自己的身世後發狂成惡。
留著銀白色長髮，身著黑色大衣的男子。戰鬥以極長的武士刀對敵人作出數次打擊為主，攻擊範圍廣。EX模式時會變成原作單翼之姿，除了能空中飄浮外還可施展「無心天使」。在換裝系統中收錄了他打赤膊和最初始衣裝的模樣。
絕技「超新星」是在變身姿態下攻擊對手後，凝聚能量還浮現許多古代文字，最後放出巨大的隕石形太陽轟掉對手。
純粹享受戰鬥為目的參戰，不受任何人擺布，只對克勞德有興趣。在012戰爭時是和克勞德一同搭擋，但因蒂法的關係使得兩人成為敵人，賽菲羅斯被打倒時表示他會再回來取他的性命。在013戰爭時拒絕了皇帝和阿爾緹米西亞的計畫邀請，和光之戰士交過一次手。最後賽菲羅斯被克勞德擊敗，消失前表示他會繼續回來，只要克勞德或是任何人。
遊戲中對賽菲羅斯的描述：「一個一度被尊稱為英雄的戰士」。
阿爾緹米西亞（Ultimecia，聲：田中敦子）
| 暱稱     | 魔女                                                     |
| 原作     | FFVIII                                                   |
| 戰鬥風格 | 魔法射擊手                                               |
| EX模式   | 悲鳴連鎖！（Junction Griever）                           |
| EX爆發   | 時間壓縮（Time Compression）→魔女之心（Sorceress Heart） |
| EX技能   | 漩涡（Maelstrom）                                        |

【混沌陣營】
從未來的世界出現，操縱時間的魔女。
特徵為背後的黑色雙翼和呈雙角的白髮。以操縱時間差，使敵人進入陷阱的魔法攻擊為戰鬥特色，攻擊大多為連射性遠距離魔法。EX模式時會變成原作中和座騎古里班合體的姿態，可發動特殊能力「時之咒缚」。在換裝系統中收錄了阿爾緹米西亞一件黑褐色的別緻禮服。根據其所使用的武器名稱及演出台詞，官方暗喻其便是來自未來的莉諾亞（原作）。
絕技「時間壓縮」是在變身型態下使時間暫停，並在他人周圍放置多枚光箭，讓時間恢復後敵人就會被光箭全數貫穿爆裂身亡。在完全施展極限技時則會變成「魔女之心」，是使前技擁有更強大的威力。
牽制史克爾的女子。試圖利用「時間壓縮」來建立一個世界上只有自己的世界，便參與皇帝的計畫，經常和皇帝一起出現。在012戰爭中最後還和同伴一起抵擋蒂法等人前去和「幻影」戰鬥。在013戰爭時阿爾緹米西亞最後敗給了史克爾而消失，讓原本阿爾緹米西亞想要建立的理想世界計畫失敗。
遊戲中對阿爾緹米西亞的描述：「一個強大的女巫，有著一個深度的憤怒和控制空間和時間的能力」。
庫加（Kuja，聲：石田彰）
| 暱稱     | 死神                                      |
| 原作     | FFIX                                      |
| 戰鬥風格 | 範圍打擊專家                              |
| EX模式   | 變身！（Trance）                          |
| EX爆發   | 最終鎮魂歌（Final Requiem）               |
| EX技能   | 靈魂分隔線（Soul Divider） 變身（Trance） |

【混沌陣營】
星球毀滅「死神」使命背負，以性感的裝扮現身的美男子，自戀，說話以戲劇性的口調居多，常以音樂劇來比喻。
留著銀色如羽毛般的銀色長髮，性格狂傲、冷酷無情。自己周圍浮現許多光球，戰鬥以各種遠距離的連續魔法牽制敵人，能在空中自由移動。EX模式的庫加衣服破損、覆蓋紅色毛髮，空中浮游時，光球能自動攻擊。
絕技「最終鎮魂歌」施展後在變身狀態下不斷地指揮大量魔法砲彈重創對手，後再放出一連串的最終究極砲彈擊斃他人。
是混沌陣營的「新人」，看不起混沌陣營的其他人。只對吉坦有興趣的戰鬥狂，常作各種手段來使對方絕望。和艾克斯德斯等人行動會較感到愉悅，同原作和加蘭德長期爭鬥。在013戰爭時庫加輸給了吉坦，對方伸出手表示要幫助他，但庫加感概不會了解吉坦，因此轉眼間庫加整個消失。
遊戲中對庫加的描述：「一個嗜血成性的，自戀的銀髮男人的細膩，有兩性特徵的的美」。
傑克特（Jecht，聲：天田益男）
| 暱稱     | 幻想                     |
| 原作     | FFX                      |
| 戰鬥風格 | 超級戰鬥者               |
| EX模式   | 究極召喚！（Final Aeon） |
| EX爆發   | 閃電球之王（Blitz King） |
| EX技能   | 欺騙（Fake Out）         |

【秩序陣營→混沌陣營】
豪邁、爽朗，外型粗礦野蠻的大叔，提達的父親，和兒子一樣是名水球選手。
蓄著黑色的半長髮，以拳腳為主、大劍為輔，進行各種熱血奔騰的肉搏戰為主，連續攻擊的發展為「弱→中→強」，幾乎沒有遠距離技能。EX模式的他會變成原作中最後普拉斯卡的究極召喚的異樣姿態。在混沌陣營時除了肩部和腰部份是「最終型態的變化中途」模樣。傑克特的設計概念為「究極戰士」。
絕技「閃電球之王」是傑克特在變身狀態下連續攻擊並將劍刺於敵人身上，後用破壞大隕石來重創他人。
在012戰爭中是個支持著優娜甚至夥伴的人，為了救提達損失所有力量，倒下後被皇帝帶到了卡歐斯面前，使得他在下一次大戰時被轉化為混沌陣營的人。在013戰爭中參戰的目的是為了讓提達能夠獨當一面，最後傑克特在被提達擊敗時才覺得沒有什麼好擔心的，消失前還警告他「不要再到這裡來了」。
遊戲中對傑克特的描述：「一位前閃電球明星，提達的父親。他切實和粗糙的口語掩飾了更加柔和的心」。

### 012新增人物
雷光（Lightning，聲：坂本真綾）
| 暱稱     | 閃電                                            |
| 原作     | FFXIII                                          |
| 戰鬥風格 | 凌駕                                            |
| EX模式   | 歐米茄武器裝備！（Omega Weapon Equipped）       |
| EX爆發   | 完全凌駕（Gestalt Drive）→斬鐵劍（Zantetsuken） |
| EX技能   | 一个軍隊（Army of One）                         |

【秩序陣營】
有著「雷光」異名，孤傲、冷漠的女戰士。
特徵是留著粉紅色的長髮，身材纖細的女性。精通肉搏戰、魔法還有遠距離攻擊，雖然操作複雜但威力驚人。可切換「ATK」、「BLA」、「HLA」三種模式，以多彩的戰鬥方式壓倒對手，其「ATK」是主要負責物理攻擊，「BLA」是較擅長魔法，而「HLA」則是能調整自身勇氣值。武器種類多（如雙刀、槍刃等）。EX模式是為原作中的強力兵器裝備。換裝系統收錄了原作的警備軍裝服外，DLC中追加了PSP遊戲《第三次生日》女主角阿雅·布萊亞的服裝。
絕技「完全凌駕」是雷光在武器變化的狀態下以雙刀連續性的打擊對手，最後在變為「斬鐵劍」，是以十字斬擊敗對手。
在012戰爭時雷光為秩序陣營領導者，雖然很少跟眾人有所互動，卻是大家行動的核心。一度將弗利歐尼爾的薔薇撿走後歸還。和想保留戰力的凱因想法相異。最後帶領夥伴一同前去對抗「幻影」時和加蘭德展開對決，但在勝利後仍不敵大量「幻影」攻勢而敗，被送回原世界前將希望都寄託在光之戰士和其他人上。
遊戲中對雷光的描述：「以往的軍人確實有一個溫柔的心，雖然她的嚴酷性格和口氣可以留下一個很酷的印象」。
梵恩（Vaan，聲：小野賢章）
| 暱稱     | 空賊                                                                                          |
| 原作     | FFXII                                                                                         |
| 戰鬥風格 | 切換攻擊。                                                                                    |
| EX模式   | 完全執照持有！（Obtained All Licenses）                                                       |
| EX爆發   | 赤色螺旋（Red Spiral）→深淵危機（White Whorl）→深紅熔岩（Pyroclasm）→神聖之光（Luminescence） |
| EX技能   | 无畏（Dreadnought）                                                                           |

【秩序陣營】
渴望成為空賊的少年，周圍完全沒有危險的氣氛。
留著金褐色短髮，悠閒，有些孩子氣。用8種類的武器戰鬥（如劍、弓槍），一開始則為徒手狀態，並以特別的魔法來進行多樣化的融合技，其生命攻擊更是威力驚人。和弗利歐尼爾的差異為在攻擊後會將前一招所施展的武器持在手中。EX模式時全武器外觀產生改變並任意持著一武器。
絕技「赤色螺旋」是在武器變化下以螺旋般旋風攻擊。「深淵危機」為以身軀從上由下重擊對方。「深紅熔岩」是將雙手的重炎彈轟炸。而最後的「神聖之光」是在對手前方施加多枚法陣並以肘擊給予重創。
在012戰爭時路見不平而出手救了身在混沌陣營的蒂娜。在一次和洋蔥劍士同行時，梵恩以洋蔥劍士的「哥哥」自居。最後和夥伴一同前去對抗「幻影」時和凱夫卡展開對決，但在勝利後仍不敵大量「幻影」攻勢而敗，被送回原世界。
遊戲中對梵恩的描述：「一個快樂的青年，巧妙地使用各種武器在戰鬥中。他對他的能力很有信心，他毫不畏懼地進入任何激烈的戰鬥」。
拉格納·雷瓦路（Laguna Loire / Laguna，聲：平田廣明）
| 暱稱     | 銃士                                     |
| 原作     | FFVIII                                   |
| 戰鬥風格 | 槍手作戰                                 |
| EX模式   | 妖精來襲！（Look, The Faeries Are Here） |
| EX爆發   | 惡棍之徒（Desperado）                    |

【秩序陣營】
個性樂天，喜歡開玩笑的槍械使，為史克爾原作中作為父親的年輕模樣登場。
留著黑色半長髮的男性。勇氣攻擊皆以機槍為主，且還會使用火箭炮、霰彈槍、狙擊步槍、飛彈、「諸神黃昏砲」以及衛星光砲來應戰，HP攻撃收錄時原作中使用的光刃武器。攻擊技能以預測，和皇帝的特異性質相近。EX模式時全武器變化成金色，攻擊時減少了空隙。在換裝系統中收錄了原作軍人裝和大統領衣裝，2011年4月7日拍攝《魔女的騎士》電影服裝，需以另購的方式取得。
絕技「惡棍之徒」是在武器變化的狀態下對敵人連射並用手榴彈重傷，之後再瞄準並以「諸神黃昏砲」轟炸對方。
一個路癡，對於Dissisia的世界充滿好奇，跟魔法絕緣、相信科學至上。012戰爭時曾經抓過吉坦的尾巴，最後和夥伴一同前去對抗「幻影」時和黑暗之雲展開對決，但在勝利後仍不敵大量「幻影」攻勢而敗，被送回原世界。
遊戲中對拉格納的描述：「一個活潑的人，在戰鬥中使用各種槍支和武器。他悄悄地成為快樂幸運的人。」。
優娜（Yuna，聲：青木麻由子）
| 暱稱     | 召喚士                     |
| 原作     | FFX                        |
| 戰鬥風格 | 召喚師                     |
| EX模式   | 大師召喚！（Grand Summon） |
| EX爆發   | 異界送（To the Farplane）  |
| EX技能   | 瓦利弗（Valefor）          |

【秩序陣營】
隱藏著堅強意志的召喚士少女。
留著褐色短髮，穿著似和服的服裝。自己本身並不會直接攻擊，戰鬥以5種類種威力強大的召喚獸，對敵人進行各種形式的遠距離打擊為主，其技能皆為原作設定。EX模式時外觀並無改變，但卻具備一次叫出兩體召喚獸的能力。換裝系統中特別收錄了結婚禮服的模樣。
絕技「異界送」是將所有的召喚獸（如伊夫里特、巴哈姆特等）施展其代表魔法攻擊重創對方，最後抽取對方的幻光蟲生命能量葬送對方。
在012戰爭時時常跟傑克特同行，和其他同伴不同的是優娜保留的記憶特別多，主要是因為她以前輪迴參戰的次數較多。對於身在混沌陣營的提達有好感，但是提達似乎不認得優娜。最後和夥伴一同前去對抗「幻影」時和皇帝展開對決，但在勝利後仍不敵大量「幻影」攻勢而敗，被送回原世界。
在纷争NT裡，与其他的秩序战士们不同，只有在神龙被打败后短暂登场。为了要稳定轮回战争的世界能源而被召唤而来。在走着去秩序阵营的途中时遇见洛克与莉诺雅。后来当轮回战争的世界能源稳定后，与双方阵营的战士们一起利用水晶来制作自己的幻影和留下自己的记忆当做送给双方阵营的神的礼物，并与双方阵营的战士们一起回到自己的世界裡。
遊戲中對優娜的描述：「一位年輕的召喚師，祈禱和召喚，是負責與他們並肩作戰。青春的她樂觀接受命運，她令人欽佩地繼續戰鬥」。
凱因·海溫德（Cain Highwind / Kain，聲：山寺宏一）
| 暱稱     | 龍騎士                        |
| 原作     | FFIV                          |
| 戰鬥風格 | 鎖定最佳位置                  |
| EX模式   | 神聖半身！（Holy Strength）   |
| EX爆發   | 龍騎士之傲（Dragoon's Pride） |
| EX技能   | 跳躍（Jump）                  |

【秩序陣營】
不會表現太多情感，冷默寡言的龍騎士。賽希爾的好友和競爭對手。
穿著有如其職業象徵的紫色盔甲（和原作為青無紫的設定相異），頭盔藏有金褐色的半長髮。擅長空中戰，戰鬥風格以長槍向敵人進攻，其跳躍的急速下降攻擊更是敵人的夢魘。EX模式時會變成聖龍騎士，是凱因脫下頭盔，盔甲變化為青色的模樣，能使用「龍劍」力量。換裝系統中收錄《THE AFTER 月之歸還》的龍騎士型態。
絕技「龍騎士之傲」是凱因在變身狀態下急速衝刺至天際，並再以長槍將對手貫穿成傷。
於012輪迴戰爭時時常跟賽希爾同行。在敵對陣營戈爾貝札的忠告之下，決定替下一次大戰保留戰力，於是襲擊自己的同伴。在雷光等人戰勝加蘭德一夥後出現並表明要和前者一同前去對抗「幻影」，但最終仍不敵大量「幻影」攻勢而敗，被送回原世界。
在纷争NT裡，与其他的秩序战士们不同，只有在神龙被打败后短暂登场。为了要稳定轮回战争的世界能源而被召唤而来。在这段时期中，与克劳德、诺克提斯和史克爾一起行动。后来当轮回战争的世界能源稳定后，与双方阵营的战士们一起利用水晶来制作自己的幻影和留下自己的记忆当做送给双方阵营的神的礼物，并与双方阵营的战士们一起回到自己的世界裡。
遊戲中對凱因的描述：「騎士穿著龍的鎧甲，騎槍在手，雖然我不流露情感，但擁有強烈的正義感，是值得信任的」。
蒂法·洛克哈特（Tifa Lockhart / Tifa，聲：伊藤步）
| 暱稱     | 拳士                                     |
| 原作     | FFVII                                    |
| 戰鬥風格 | 假動作攻擊                               |
| EX模式   | 獎金之心裝備！（Equipped Premium Heart） |
| EX爆發   | 終極天道（Final Heaven）                 |
| EX技能   | 限制突破（Limit Break）                  |

【秩序陣營】
明朗快活的女武道家。克勞德的青梅竹馬。
精通拳法以肉搏戰為主，蓄著黑色長髮。戰鬥以蓄力的生命攻擊還有速度極快的勇氣攻擊為主，在特殊條件下能使用瞬間移動變到對手後方使對方混亂，假動作攻擊的設定為其特徵。EX模式時會裝備上原作蒂法使用的最強武器。換裝系統收錄了《核心危機》和《降臨之子》的服裝。
絕技「終極天道」是在變身姿態下快速打擊對手並凝聚能量，再次給予敵人爆炸性的重拳。
沒有對原世界、克勞德和賽菲羅斯的記憶。於012戰爭時和賽菲羅斯交手而敗，被身為混沌陣營的克勞德所救，同時也是克勞德在下次輪迴戰爭轉為秩序陣營的關鍵人物。信任襲擊同伴的謎樣行動的凱因。最後和夥伴一同前去對抗「幻影」時和阿爾緹米西亞展開對決，但在勝利後仍不敵大量「幻影」攻勢而敗，被送回原世界。
在紛爭NT裡暂无剧情。
遊戲中對蒂法的描述：「精通手部肉搏戰。相反地，她是亂來的樂觀女人，她常常鼓勵她的朋友」。

### 街機及NT版新增人物
雅·修特拉（Y'shtola，聲：茅野爱衣）
| 暱稱     | 嫩芽                        |
| 原作     | FFXIV                       |
| 戰鬥風格 | 幻术师                      |
| EX技能   | 永恒脉冲（Aetherial Pulse） |

【秩序陣營】
拂晓血盟的成员之一。和阿尔菲诺是在殖民都市萨雷安出身的，曾在萨雷安魔法大学学习魔法，师父是玛托雅，永远的23岁。
紛爭NT裡突然間被召喚到輪回戰爭的世界，剛好看到斯考尔并認為他可能知道是怎么回事而跟蹤他。之後與斯考尔、洋葱剑士、梵恩、蒂娜、吉坦還有雷光一起行動，不過後來斯考尔提議要分開行動而與洋葱剑士和梵恩組隊行動。行動途中遇見凯夫卡與皇帝并對付他們，後來库加突然出現并幫助對付凯夫卡與皇帝。之後爲了引出神龍出來而雙方陣營對戰，并幫助蒂娜一起對付黑暗之云。當神龍被打敗后，爲了穩定輪回戰爭的世界能源而留下。後來當輪回戰爭的世界能源穩定后，与双方阵营的战士们一起利用水晶来制作自己的幻影和留下自己的记忆当做送给双方阵营的神的礼物，并与双方阵营的战士们一起回到自己的世界裡。
兰萨·贝欧伍夫（Ramza Beoulve，聲：立花慎之介）
| 暱稱     | 遺忘者                                  |
| 原作     | FFT                                     |
| 戰鬥風格 | 戰吼指揮官                              |
| EX技能   | 集中（Focus） 呼喊（Shout） 鋼（Steel） |

【秩序陣營】
名门贝欧伍夫家三男。由于母亲只是父亲的丫鬟，加上两个异母兄大自己十多岁又威名在外，内心一直有点自卑，与同母妹阿鲁玛及自幼一同长大的迪利塔感情很好。剑圣奥兰多与修道院长西蒙对其评价高于两位兄长。王立士官学校毕业后马上投入扫荡叛军“骸旅团”的讨伐队，在吉克丁砦眼见迪利塔之妹迪妲被无情射死后脱离有贵族负担的贝欧布家，并改用母姓加入佣兵团过着漫无目的的战斗生活，在佣兵生活期间与成为圣骑士的迪利塔重逢，为了帮助奥维莉雅公主卷入一连串政治阴谋，更为了阻止教会滥用圣石毁灭世界而被冠上异端的罪名。最后为了救出阿鲁玛以及阻止恶魔侵吞人类世界而与圣阿斯拉展开决战，一切结束之后隐藏还活着的消息，带着阿鲁玛过着隐姓埋名的低调生活。
與其他的秩序战士们不同，只有在神龍被打敗后短暫登場。爲了要穩定輪回戰爭的世界能源而被召喚而來。塞西尔夸贊著說他能與其他人順利地共同作戰，說明他之所以能夠順利第與其他人合作是因為他曾經與許多同伴們一起共同作戰。之後梵恩問他是否出生于名门家族，他說明出生于任何家族并不重要。塞西尔聽到這句后，說著本人，他以及诺克提斯是爲了幫助別人和守護國家而存在。過後被诺克提斯提要繼續進行穩定輪回戰爭的世界能源任務。後來當輪回戰爭的世界能源穩定后，与双方阵营的战士们一起利用水晶来制作自己的幻影和留下自己的记忆当做送给双方阵营的神的礼物，并与双方阵营的战士们一起回到自己的世界裡。
艾斯（Ace，聲：梶裕贵）
| 暱稱     | 學生 |
| 原作     | FF零式 |
| 戰鬥風格 | 卡片戰術 |
| EX技能   | 切卡（Cut Cards） 爆發/高爆/兆爆（Burst/Hi-Burst/Mega Burst） 短暫停留/長期停留/超級停留（Short Stop/Long Stop/Mega Stop） 冲锋/高冲锋/兆冲锋（Charge/Hi-Charge/Mega Charge） 力/高力/兆力（Force/Hi-Force/Mega Force） |

【秩序陣營】
十二座中的“信赖之座”。特征是留着金色至颈的短发，斜右向的浏海，青色眼睛，外貌俊雅的少年，以一人称“僕”称呼自己。系有斜带和腰包。平时个性冷酷，不易被人摸透，就连马奇纳也觉得他有点奇怪，但在战斗时会为了解救他人而稍冲动，且会为死者流泪、重感情的人。有时会哼著阿蕾西娅唱过的歌《零》，经常在教室后院的长椅小睡。为了准备成为候补生进入魔导院，艾斯两次到魔导院的陆行鸟牧场时，救了一只小陆行鸟但后来仍死了，对陆行鸟的感情深，后来也因此与伊萨纳成了好友。根据小说内容，当离开0班后想要创立一间陆行鸟牧场。
與其他的秩序战士们不同，只有在神龍被打敗后短暫登場。爲了要穩定輪回戰爭的世界能源而被召喚而來。與秩序陣營的戰士們合作的期間，說明這是第一次與同班同學們以外的人一起共同作戰。菲利奧尼尔好奇問他的同學們是否朋友，然而他說比起朋友比較像一家人。然後說著梵恩好像某個集團的大哥那樣，然而梵恩說他自己的確是個空贼首領而讓吉坦感到驚訝。之後當他在投訴所有人是在耍他時，被吉坦說明他的情況有點像库加。後來當輪回戰爭的世界能源穩定后，与双方阵营的战士们一起利用水晶来制作自己的幻影和留下自己的记忆当做送给双方阵营的神的礼物，并与双方阵营的战士们一起回到自己的世界裡。
诺克提斯·路西斯·伽拉姆（Noctis Lucis Caelum，聲：铃木达央）
| 暱稱     | 继承者       |
| 原作     | FFXV         |
| 戰鬥風格 | 轉換攻擊者   |
| EX技能   | 翹棱（Warp） |

【秩序陣營】
20歳，朋友间昵称“诺克特（ノクト，Noct）”，与露娜有婚约。是路西斯王国的下一任国王。外表冷酷、个性随意又有点任性，不擅长表达内心的感受；其实是个十分关心伙伴、感情丰富的人。在得到六神的认同和“启示”后可召唤六神，眼睛的颜色也会有所改变（虹膜从蓝色变为红色）。
紛爭NT裡，當在車裡聽歌時突然間被召喚到輪回戰爭的世界，認為這可能是古拉迪欧拉斯搞的鬼。當要對付雷光的「幻影」被雷光本人所救，後來遇見光之戰士打敗自己的「幻影」，然後一無所知地與光之戰士和雷光一起去到秩序陣營。當聽完瑪提莉雅的言行后問她能不能回家但是她不給，之後與光之戰士和賽希爾組隊。組隊行動的期間得知關於輪回戰爭的世界的事和為何自己會被召喚到這個世界裡，聽了之後本人半信半疑。之後當要去另一個世界時神龍突然出現并攻擊诺克提斯等人，要反擊時神龍已經離去。來到珂內莉亞之後突然被加蘭德伏擊，他爲了向光之戰士報仇而出現在此然後與光之戰士和賽希爾一起對付他。當雙方打到一半時，雙方開始懷疑他們是為何再次被召喚到輪回戰爭的世界裡，還有想著現在珂內莉亞開始慢慢地毀滅著是否神龍搞出來而暫停决鬥。與光之戰士和他的同伴們一起回到混沌陣營裡來商量世界毀滅的事。之後爲了引出神龍出來而雙方陣營對戰，并與雷光一起對付加蘭德以及萨菲罗斯。當神龍被打敗后，爲了穩定輪回戰爭的世界能源而留下。後來當輪回戰爭的世界能源穩定后，与双方阵营的战士们一起利用水晶来制作自己的幻影和留下自己的记忆当做送给双方阵营的神的礼物，并与双方阵营的战士们一起回到自己的世界裡。
维因·卡达斯·苏里多尔（Vayne Carudas Solidor，聲：飞田展男）
【混沌陣營】
| 暱稱     | 领事                           |
| 原作     | FFXII                          |
| 戰鬥風格 | 拳士                           |
| EX技能   | 征服的令状（Writ of Conquest） |

27歳。亚凯迪亚帝国皇帝的第三子，帝国第一继承人。其兄长皆被其陷害而送命。外表上冷静沉稳，其实是个为达目的不择手段的人物，为了摆脱元老院的控制，杀害了自己的父亲，篡夺王位。
几乎对Dissidia的世界有一定程度的了解。紛爭NT裡，对付光之勇士等人來給予轮回战争的世界一些能源。當被光之勇士等人打敗后，問下诺克提斯他是為何而戰，然而诺克提斯回答因為想要趕快回到自己的世界來取回他被別人搶走的事物。在光之勇士等人離開后，依然留在Porta Decumana裡。后来当双方阵营打败神龙后，与双方阵营的战士们一起利用水晶来制作自己的幻影和留下自己的记忆当做送给双方阵营的神的礼物，并与双方阵营的战士们一起回到自己的世界裡。
洛克·柯尔（Lock Cole，聲：小野友樹）
【秩序陣營】
| 暱稱     | 冒险家                    |
| 原作     | FFVI                      |
| 戰鬥風格 | 猎人                      |
| EX技能   | 窃取（Steal） 奖杯（Mug） |

冒险家。隶属于反帝国组织回归者，艾德加的朋友，自称“寻宝猎人”，很擅长变装，为了古代宝藏而游走世界。过去因自己的疏忽而使爱人瑞秋丧失记忆，并因失忆而在两人间产生隔阂，后来瑞秋因加斯特拉帝国的入侵而罹难，故憎恨著帝国且还强烈保持着“保护女性”的意念。后要求一名奇怪的药师将瑞秋的遗体保存，等待重生的微小机会。对莎莉丝似乎抱有情意。
與其他的秩序战士们不同，只有在神龍被打敗后短暫登場。爲了要穩定輪回戰爭的世界能源而被召喚而來。由于之前曾经来过Dissidia的世界的关系而对这世界有一定程度的了解。在走着去秩序陣營的途中时遇见尤娜与莉诺雅。後來當輪回戰爭的世界能源穩定后，与双方阵营的战士们一起利用水晶来制作自己的幻影和留下自己的记忆当做送给双方阵营的神的礼物，并与双方阵营的战士们一起回到自己的世界裡。
莉诺雅·哈蒂莉（Rinoa Heartilly，聲：花泽香菜）
【秩序陣營】
| 暱稱     | 少女                                   |
| 原作     | FFVIII                                 |
| 戰鬥風格 | 魔法+召唤兽攻击                        |
| EX技能   | 天使之翼（Angel Wing） 结合（Combine） |

汀柏的反政府组织“森之枭”的一员，雇用斯考尔等人意图劫持加尔巴迪亚总统，后辗转成为巴拉姆学园的主要决策人。武器是喷射飞镖。其父卡维是加尔巴迪亚政府的上校。她的个性与斯考尔恰成对比，是一个坦率又直接的少女，曾经暗恋过席法尔，对于自己的委托中学园派遣斯考尔小队为之使用感到兴奋，虽被斯考尔轻视，但却不断的招惹斯考尔，并将其带进自己的世界中，强迫他进行各种群体活动，引发他内心热情的一面。虽然自己不知情，但是具备有魔女的天分，是魔女转生的对象。
與其他的秩序战士们不同，只有在神龍被打敗后短暫登場。爲了要穩定輪回戰爭的世界能源而被召喚而來。由于对輪回戰爭的世界不熟悉而差点迷路，不过后来遇见洛克与尤娜后便于他们一起行动。听到洛克与尤娜在輪回戰爭的世界的经验后感到兴趣，认为她从来没见过这么魔幻的世界并希望能了解更多这世界的知识。後來當輪回戰爭的世界能源穩定后，与双方阵营的战士们一起利用水晶来制作自己的幻影和留下自己的记忆当做送给双方阵营的神的礼物，并与双方阵营的战士们一起回到自己的世界裡。
卡姆拉纳特（Kam'lanaut，聲：三上哲）
【混沌陣營】
| 暱稱     | 君主                        |
| 原作     | FFXI                        |
| 戰鬥風格 | 魔法剑士                    |
| EX技能   | 深奥地域（Esoteric Region） |

暗之王。
混沌陣營裡的“新人”，对Dissidia的世界一无所知。认为比起被召唤更像被强逼拖进Dissidia的世界，所以打算要尽快回到自己的世界。本人比其他战士们更早察觉到神龙的“净化”世界计划，所以故意去挑战秩序阵营的战士们来稳定Dissidia的世界。后来当双方阵营打败神龙后，爲了穩定輪回戰爭的世界能源而留下。在留下来的时段，本人试图去取走能量水晶但是被高贝兹阻止。高贝兹问为何要取走能量水晶，本人说是为了私人利益而想取走。後來當輪回戰爭的世界能源穩定后，与双方阵营的战士们一起利用水晶来制作自己的幻影和留下自己的记忆当做送给双方阵营的神的礼物，并与双方阵营的战士们一起回到自己的世界裡。
斯诺·维利亚斯（Snow Villiers，聲：小野大辅）
【混沌陣營】
| 暱稱     | 守護者                     |
| 原作     | FFXIII                     |
| 戰鬥風格 | 拳士                       |
| EX技能   | 混沌间歇泉（Chaos Geyser） |

居于“茧”内海滨城市波达姆（Bodhum）的青年，与数名伙伴成立“诺拉”（Nora）组织对抗野生动物与圣府军。与雷霆之妹塞拉·法隆相恋，于发现塞拉被法尔希．灵魂烙上烙印成为“路希”后决心协助她完成使命。在圣府军流放行动中协助被流放的波达姆居民反抗并欲请求法尔希·灵魂把塞拉变回人类，但因也被烙上烙印而被迫逃离圣府军追捕并寻找完成自己及塞拉使命的方法。之后成为世界上仅存的一名“路希”，拥有遭诅咒的力量。对无力拯救塞拉此事万分悔恨，虽领悟到世界将迈向末日，但仍以悠斯南的太守身份，持续守护了城镇500年。
对Dissidia的世界一无所知，由于一直在想着如何回到自己的世界而苦恼着。之后遇见雷霆与斯考尔并问雷霆要如何才能回到自己的世界，她说明只有战斗来收集能源才能回去。雷霆对斯诺并非是秩序战士而是混沌战士的事实而受到打击，说明不想伤害他但是斯考尔接受他的挑战。在本人与斯考尔们挑战前，召唤兽欧丁突然出现在本人面前。由于欧丁给个考验有打败他而暂时与雷霆们一起合作打败他。打败了欧丁之后，雷霆说明她会尽量想方法把包含斯诺本人在内的所有秩序战士们回到原本的世界去，本人说明收到她的誓言并把欧丁的水晶给予斯考尔。在离开前本人展现出他还是英雄时的笑容，说着如果雷霆可以信任斯考尔会表示了本人也可以信任他。之後爲了引出神龍出來而雙方陣營對戰。后来当双方阵营打败神龙后，爲了穩定輪回戰爭的世界能源而留下。後來當輪回戰爭的世界能源穩定后，与双方阵营的战士们一起利用水晶来制作自己的幻影和留下自己的记忆当做送给双方阵营的神的礼物，并与双方阵营的战士们一起回到自己的世界裡。
芝诺斯·耶·加尔乌斯（Zenos yae Galvus，聲：鳥海浩輔）
【混沌陣營】
| 暱稱     | 谐振 |
| 原作     | FFXIV |
| 戰鬥風格 | 武士 |
| EX技能   | 涌浪兵法（Art of the Swell） 风暴兵法（Art of the Storm） 剑术兵法（Art of the Sword） 风暴、涌浪、剑术（Storm, Swell, Sword） |

加雷马帝国第十二军的军团长，也是皇帝瓦厉斯·佐斯·加尔乌斯的儿子，自盖乌斯·范·巴埃萨在天幕魔导城一役失踪后，芝诺斯负责担任阿拉米格和多玛的总督。
在紛爭NT裡暂无剧情。
艾汀·伊兹尼亚（Ardyn Izunia，聲：藤原启治）
【混沌陣營】
| 暱稱     | 宰相               |
| 原作     | FFXV               |
| 戰鬥風格 | 轉換攻擊者         |
| EX技能   | 影步（Shadowstep） |

尼弗海姆帝国的宰相。年龄756岁，出生地不明。于39年前的战争中突然出现帮助帝国皇帝，使尼弗海姆国力大增并大幅提升了尼弗海姆军队的兵力，此功绩因而成就了他帝国宰相的地位。另外他亦对帝国科学家瓦萨戴尔的“魔导兵”研发十分支持，并给予其很多的预算。
曾经一度凭借强大的力量攻入路西斯王国王都，将整个城市完全占领，并且将路西斯国王雷吉斯打成重伤，试图杀死国王。最终唤醒了历代王夜叉王的守护灵。在一番较量之后，艾汀轻而易举打倒夜叉王，取得了全面胜利。但是在路西斯王国被帝国打得节节败退之际，艾汀却阻止皇帝伊德拉进行追击并独自前往路西斯向国王雷吉斯提议进行和谈，表面上是为了令两国签订停战协议，但其背后却有着更重大的阴谋。
在紛爭NT裡暂无剧情。

### 隱藏人物
紛爭012中故事模式完成後出現的隱藏關卡角色。
夏托托（Shantotto，聲：林原惠）
| 暱稱     | 淑女                                                    |
| 原作     | FFXI                                                    |
| 戰鬥風格 | 連續生命攻擊                                            |
| EX模式   | SP威力！（Two-hour Ability）                            |
| EX爆發   | 爆裂遊戲（Play Rough）→技連攜·核熱（Skillchain Fusion） |
| EX技能   | 庞大夏托托（Colossal Shantotto）                        |

【隱藏人物／秩序陣營】
FFXI最強的黑魔導士，經常在Dissidia進行各種的研究。
屬於秩序陣營。綁著棕色雙馬尾，身材嬌小，個性自大、自信、腹黑、超暴力、以戰爭與破壞為樂。
原作中是溫斯達聯邦三博士首席，水晶大戰的英雄。
作為無法打倒的NPC，有著深不可測的魔力，玩家無法反抗香托托的命令。
纷争NT最終決戰時以1人之力的炎魔法將魔女阿爾緹米西亞和暗闇之雲2人合力的魔法輕易消滅，強大無限的魔力震撼了蒂娜、修特拉、阿爾緹米西亞、暗闇之雲等人，巨大的爆炸威力更將大量的飛砂巨石轟上天，成為雷光和賽菲羅斯的空中戰場。是主角陣營中唯一能單獨力壓兩位魔王的存在。
《最终幻想世界》中喜歡戲弄莲恩、朗恩姐弟俩（聲：雨宫天、齐藤壮马），對提達頤指氣使，提達只能摸摸鼻子聽命行事。
能以次元移動魔法穿越異世界，《最终幻想XIV》和《勇者斗恶龙X》皆有客串參戰。
戰鬥以各種生命魔法連續打擊為主，為全人物中唯一HP攻撃能夠連續使用的人物，但在進行完攻擊時會有停留原地的空隙。EX模式時衣裝產生變化，即使被HP攻撃攻擊到自身的勇氣值也不會降低。設計概念為「上級魔法」。
絕技「爆裂遊戲」是夏托托在變身姿態下對敵人施加「技連攜·核熱」，是為強力的土、風、水、雷、火、冰魔法攻擊。
被FFXI玩家稱為「連邦的黑惡魔」，特徵是「喔呵呵呵呵」的笑聲。在012中正式出現在劇情中（前作中則是只在柯絲摩思的回憶中短暫出現），曾擊退闖入聖域的加布拉斯。
遊戲中對夏托托的描述：「一個戰爭英雄具有不可估量的神奇力量」。
加布拉斯（Gabranth，聲：大塚明夫）
| 暱稱     | 武人 |
| 原作     | FFXII |
| 戰鬥風格 | EX調控者 |
| EX模式   | 魔霧必殺！（Mist） |
| EX爆發   | 陰影深淵衝擊（Fulminating Oblivion）or炎之地獄（Inferno）→無懼終焉（Ruin Unflinching）or電弧放雷（Ark Blast）→百鬼･秋霜之破邪（Frost Purge）→黑洞（Black Hole） |
| EX技能   | |

【隱藏人物／混沌陣營】
憎恨和遺憾被囚困於法律守護者，有著屹立不搖的忠誠。
留著褐色頭髮，身穿盔甲，以組合的雙刀為武器。特徵是只能在EX狀態下，才能發動生命攻擊，而EX狀態下的勇氣攻擊也有所改變，更可以自行提升EX值。EX模式時加布拉斯會配戴上頭盔，且會將組合的雙刀拆解下來戰鬥。
絕技「陰影深淵衝擊」是在變身狀態下對敵人使出黑色衝擊波。「無懼終焉」為連續性的粉碎拳。「百鬼･秋霜之破邪」是用多把劍殺對手。而「黑洞」則為用大法陣使出漆黑的大爆炸。若在無完全施展極限技時會變為「炎之地獄」和「電弧放雷」，前者為用大法陣使出火焰爆破，後者則是利用法陣釋放巨雷。
性格冷血的混沌陣營戰士。在012中正式出現在劇情中（前作中則是只在柯絲摩思的回憶中短暫出現），以殺死秩序之神為己任闖入聖域，但被夏托托擊退。
在紛爭NT裡暂无剧情。
遊戲中對加布拉斯的描述：「一個戰士發誓自己的一生，是他所相信的」。
普莉修（Prishe，聲：平野綾）
| 暱稱     | 忌子                    |
| 原作     | FFXI                    |
| 戰鬥風格 | 組合連打                |
| EX模式   | SP威力！                |
| EX爆發   | 五道光輝（Five Lights） |

【隱藏人物／秩序陣營】
時常跟夏托托一起行動的元氣少女，有著如同少年般的奔放性格，以第一人稱「吾」稱呼自己。
特徵是留著紫色長髮，褐色肌膚。戰鬥以對敵人做出一連串打擊的格鬥為主。EX模式時會裝備上原作的拳指武器「毀滅者」。
絕技「五道光輝」是普莉修分別給予對手五次的光束打擊後再用攜帶的一支錐子（魔晶石）刺傷他人。
在巡邏的時候和敵對陣營的加蘭德同時發現了剛被「製造」出來的光之戰士，並在爭奪成功後將光之戰士推薦給秩序之神。在光之戰士疑問起自己的名字和記憶時，普莉修向他表示記憶並不重要，「WoL」就是普莉修取給他的名字。
遊戲中對普莉修的描述：「一個勇敢的姑娘從手到肉搏戰在戰鬥中使用了粗魯的形式。普莉修喜歡探索世界的自由與她的朋友，有粗暴的行為和粗魯的話」。
基加美修（Gilgamesh，聲：中井和哉）
| 暱稱     | 豪傑                                                |
| 原作     | FFV                                                 |
| 戰鬥風格 | 混亂戰鬥者                                          |
| EX模式   | 基加美修變化時間（Gilgamesh Morphing Time）         |
| EX爆發   | 最強之劍（Excalibur）→究極幻想（Ultimate Illusion） |

【隱藏人物／混沌陣營】
行為舉止滑稽、愛現的魔物，自稱「傳說的劍豪」。
可歸屬在混沌陣營。戰鬥以雙武器對敵人做出連續打擊為主，特徵是同一技能每次所持的武器都不同，是隨機拿取一把攻擊。EX模式時會變化成八隻手的模樣，此時相同的技能會隨持有武器而改變其威力。此外基加美修亦被作為本作的召喚獸使用。
絕技「最強之劍」是在變身姿態下斬擊對手數次並開始從多把劍中選擇神劍，選中神劍後則會用「究極幻想」的數道光柱重傷他人。若選錯劍基加美修則會無奈地將劍後扔至對手身上，造成極低的傷害。
於012戰爭登場，和其他戰士不同，因執著於巴茲，甚至不惜要穿越時空來與巴茲決鬥，不過時常被巴茲等人忘記其存在。在作品中是難得的搞笑角色。最後在和巴茲交手過後基加美修身體突然開始透明化，並被腳下的次元洞強行送離Dissidia世界。
遊戲中對基加美修的描述：「收集武器、幅度跳躍，自稱『傳說中的劍豪』。雖然擁有一個魔物的身體，但他擁有強烈的責任感，忠誠和同情」。
絕望卡歐斯（Desperado Chaos / Feral Chaos，聲：若本規夫）
| 暱稱     | 真之混沌                                                              |
| 原作     | DFF                                                                   |
| 戰鬥風格 | 開始與結束者                                                          |
| EX模式   | 混沌卡歐斯真實姿態變化（The power of discord reveals the true Chaos） |
| EX爆發   | 神的國度（Regnum Dei）→最後·一擊（Nexus Ultimus）                     |

【隱藏人物／混沌陣營】
卡歐斯在經過沒有干擾的條件下進化，成為真正的最強型態，模樣和原本明顯不同。為玩家可操控的角色。
長有翅膀和尾巴的巨大惡魔，只會發出咆哮聲，以四足的方式移動（但仍有四隻手臂）。以強大的混沌力量使對手絕望，但其EX爆發和CP一開始為未解放的狀態，且就算解除了其封鎖EX值仍會漸漸流失。其技能皆以拉丁語來命名。
絕技「神的國度」是給予對手重擊後會轉變為「最後·一擊」，是絕望卡歐斯抓住對手並在其身上插上多把巨劍，最後再以致命般的一拳了結對方。
在另外一個次元（未知物語）中沒有結束紛爭的卡歐斯不斷進化後最終的形態。此時紛爭延續到了第20次，原本在紛爭的次元被神龍和卡歐斯封印的席德來到了這個次元，找到了這個次元沒有被殺死的柯絲摩思，一起到南大陸將自己和柯絲摩思封印，並最後用力量將南北大陸隔開。
遊戲中對絕望卡歐斯並無特別描述。

## 神
柯絲摩思（Cosmos，聲：島本須美）
指引眾人前進方向的秩序之神，戰士們在冒險時會出現於各人故事中。特徵是身穿白色衣裝，神情溫和但帶有憂傷，留著金色長髮的優雅女性，身體平時散發著光芒，並不會參與戰鬥（無法操作）。在012輪迴戰爭時將自己的力量分配給雷光等人。在最終戰役之前，犧牲自己來打破紛爭的輪迴。在卡歐斯被秩序陣營擊敗後，席德獲得釋放，柯絲摩思也因此獲得了席德復活，柯絲摩思便獨自向前展開了自己的旅程。
卡歐斯（Chaos，聲：若本規夫）
領導著混沌陣營的最終魔王，在最後戰役之前都不會離開自己的王座。特徵是擁有翅膀、長尾巴和四隻手臂的惡魔，與加蘭德有著密不可分的關係，此外還持有特殊召喚獸「神龍」。戰鬥以魔法、物裡混合，攻擊力高、打擊次數多、速度快，生命攻擊更是銳不可擋，此外還有巨大化的能力。擁有三個戰鬥階段，需全部打倒才能獲勝。在最終戰役時卡歐斯獨自對抗以光之戰士為首的秩序陣營等人，最後敗陣而消失。
瑪提莉雅（Materia，聲：真野惠里菜）
纷争NT中出场的新的秩序之神，由柯絲摩思的遺志诞生的新神。与秩序陣營的戰士們一起参与神之战。
史畢利達斯（Spiritus，聲：高橋一生）
纷争NT中出场的新的混沌之神，由卡歐斯的遺志诞生的新神。与混沌陣營的戰士們一起参与神之战。
与卡歐斯不同的地方是他并没有拥有和卡歐斯一样的邪恶气息，而且性格也没有那么冷酷。就连加蘭德也认为他人比卡歐斯好谈很多。

## 其他人物
艾莉絲·蓋恩茲博羅（Aerith Gainsborough，聲：坂本真綾）
來自「FFVII」。
試驗版限定角色。不參加戰鬥，只以援護角色的身份登場，可以歸屬於秩序陣營。召喚之後可以恢復勇氣值或是令敵人動彈不得，召喚生命攻擊可以使友方無敵或是擊退敵人。
席德 巨大意思（Cid of the Lufaine，聲：菅原文太）
本作旁白。是「FFI」角色。在「未知物語」中以莫古利的姿態實際登場，了解有關戰爭的許多事情。在絕望卡歐斯被消滅後席德從惡夢中被解放，和復活的柯絲摩思交談後消失。
神龍（Shinryu）
是「FFV」头目之一。
在次元的狹間旅行的神之龍。目的是利用戰士們戰鬥的經驗來使自己「淨化」。
为纷争NT的最终头目。
幻影（Manikin）
本作雜魚敵。為數眾多的混沌陣營士兵，外型是模仿兩方陣營的戰士們，有著水晶般的身體，武器和技能和其模仿者相同但無自主意識，只懂得戰鬥。材料是「水晶礦石」，實際上是柯絲摩思和卡歐斯在「FFI」中研究產生的，是捨棄於「次元狹間」的失敗品。「幻影」有著「偽物」和「模造品」之意。